# Frans Schoubben
Frans Schoubben (Tongeren, 11 de noviembre de 1933 - Tongeren, 31 de julio de 1997) fue un ciclista belga que fue profesional entre 1955 y 1963. Sus éxito deportivo más destacado fue la Lieja-Bastogne-Lieja de 1957, ex aequo con Germain Derijcke. También ganó la París-Bruselas y el Tour de Picaresca, por dos veces.
Su hermano grande Jacques, también fue ciclista profesional.

## Palmarés
1956
- Tour de Limburgo
- 1 etapa del Tour del Oeste
- 1 etapa del Tour de la Picardía
- 1 etapa de la Vuelta a Bélgica
- 2º en el Campeonato de Bélgica de ciclismo en ruta

1957
- Lieja-Bastogne-Lieja (ex aequo con Germain Derycke)
- 1 etapa de los Cuatro días de Dunkerque
- Flèche Hesbignonne

1958
- Tour de Picardia, más 1 etapa

1959
- Tour de Picardia
- París-Bruselas
- 1 etapa de los Cuatro días de Dunkerque
- 2 etapas del Tour del Oeste

1961
- Gran Premio de la Villa de Zottegem

1962
- 1 etapa de la Vuelta a Bélgica

## Resultados en las grandes vueltas
| Carrera         | 1955 | 1956 | 1957 | 1958 | 1959 | 1960 | 1961 | 1962 | 1963 |
| --------------- | ---- | ---- | ---- | ---- | ---- | ---- | ---- | ---- | ---- |
| Giro de Italia  | -    | -    | -    | -    | -    | -    | -    | -    | -    |
| Tour de Francia | -    | -    | Ab.  | -    | -    | Ab.  | -    | Ab.  | -    |
| Vuelta a España | -    | -    | -    | -    | -    | -    | -    | -    | -    |
| Mundial en Ruta | -    | -    | -    | -    | 11º  | -    | -    | -    | -    |

-: no participa

Ab.: abandono